# Goffredo Fofi
Goffredo Fofi, né le 15 avril 1937 à Gubbio (province de Pérouse, Ombrie) et mort à Rome le 11 juillet 2025, est un journaliste et écrivain italien du XXe siècle.

## Biographie
D'origine modeste, Goffrefo Fofi quitte l'Ombrie pour aider le militant pacifiste Danilo Dolci dans ses combats en faveur des pauvres et des chômeurs. Dans la première moitié des années 1960, il s'installe à Paris où il écritdans la revue de critique cinéma Positif. 
Goffredo Fofi a écrit dans des revues comme Quaderni Piacentini et Ombre Rosse et collaboré aux revues de cinéma Positif et L'Écran français. Il a également écrit des livres sur le cinéma, le théâtre ou la littérature.
Il a fondé et dirigé les revues Linea d'ombra, La terra vista dalla luna et Lo straniero.
Goffredo Fofi est mort à Rome le 11 juillet 2025 à l'âge de 88 ans.

## Œuvres
Goffredo Fofi est l'auteur de nombreux essais, parmi lesquels :
- L'immigrazione meridionale a Torino (Feltrinelli, 1964)
- Marlon Brando avec Thomas Tony (Gremese Editore, 1982)
- Prima il pane (E/O, 1990)
- Strana gente. Un diario tra Nord e Sud (Donzelli, 1993)
- Più stelle che in cielo (E/O, 1995)
- Totò. Storia di un buffone serissimo avec Franca Faldini (Mondadori, 2004)